# Петровский, Михаил Наумович
Михаил Наумович Петровский (7 мая 1921, Витебская область — 1 марта 2010, Малая Вишера, Новгородская область) — выдающийся советский и российский педагог-физик, популяризатор точных наук, прежде всего — физики; опытный наставник многих поколений учеников, имевший незыблемый авторитет в вопросах как учебной, так и общественной жизни учебных коллективов.

## Жизненный путь
Родился 7 мая 1921 года в Витебской области Белоруссии.
В 1939 году окончил с отличием среднюю школу и поступил в Ленинградский электротехнический институт им. В. И. Ленина.

## В годы войны
С началом советско-финской войны в 1939 году направлен в артиллерийскую школу, после окончаний которой воевал до конца 1944 года, будучи командиром артиллерийской батареи в звании старшего лейтенанта.
Награждён орденом Отечественной войны 1 степени, орденом Красной звезды, многочисленными медалями, мобилизован из армии по ранению.

## Послевоенные годы
С 1944 года проживал в городе Малая Вишера. Работал заместителем директора ФЗО, председателем Совета Осовиахима, в райкоме КПСС. После окончания заочно в 1949 году пединститута им. Герцена преподавал в школах города. Окончил педагогический труд в 70 лет.
|  |  |  |

## В творчестве друзей
6. П. М. Н.
Мой друг,

Взыскательный и строгий!

Мы исходили пол-земли,

Пока военные дороги

Нас у Славянки не свели.

Но разве мы с тобой в ответе

За то, что через пять минут

Дороги пройденные эти

Нас как свели, так разведут?

И вот -

Танк вышел на полянку -

Четыре выстрела подряд

И волокуши за Славянку

Тебя увозят в медсанбат.

Эх, жаль!

Неизмеримо проще

Вдвоем идти любой тропой -

В кромешной тьме,

Ползком на ощупь

В тылу и на передовой…

Вдвоем?

А как же все другие?

Да, те, что рядом день-деньской?

— Они коллеги боевые,

Но не друзья, как мы с тобой.

Объединил нас с ними порох,

Долг,

      Знамя,

            Родина,

                   Приказ…

А дружбы свет

Зажегся в спорах

От искр,

Что высекли из нас

Кресалом истины сомненья

И думы,

Их не перечесть,

О нашем трудном поколеньи,

Что будет с ним

И что с ним есть…

Лечись.

Я верю будут встречи

И споры будут -

И не раз …

В Славянку окунулся вечер

И в красной полынье угас.
Из книги стихов однополчанина и друга Георгия Константиновича Петрова «Война».

## Заслуги и достижения
Прекрасно знал свой предмет — физику, умел привить любовь к ней своим ученикам. В совершенстве владел методикой преподавания предмета. Создал один из лучших в системе железнодорожных школ кабинет физики.

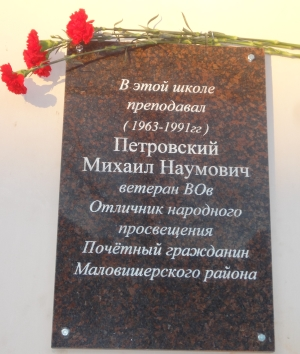
Памятная доска М. Н. Петровского.
Школа № 4 г. Малая Вишера

Некоторые ученики Петровского М. Н. стали выдающимися учеными-физиками — Вершель В., Козырев С., Кузьмин И., Степанов В.

Михаил Наумович проводил огромную работу по военно-патриотическому воспитанию школьников.

Более 30 его учеников связали свою судьбу с армией и флотом — среди них преподаватель военно-воздушной академии Дмитриев, военно-морской академии, капитан первого ранга кандидат военных наук, командир атомной подводной лодки Тишинский И. А., капитан первого ранга, командир атомной подводной лодки Карьялайнен С.

Звание «Почётный гражданин Маловишерского района» присвоено 27 августа 1998 года за многолетний добросовестный труд, большой вклад по подготовке подрастающего поколения к жизни и активное участие в общественной работе на благо Маловишерского района.

В 2017 году была учреждена премия имени выдающегося педагога — физика Михаила Наумовича Петровского с целью стимулирования талантливых и перспективных учеников, стремящихся к высоким результатам в учёбе и изучении предмета физика.
Рядом с главным входом в школу № 4 (бывшая школа № 24 Октябрьской железной дороги) установлена памятная доска в честь Михаила Наумовича Петровского.